# أكانثوفوليس
أكانثوفوليس هو جنس ديناصور من عائلة الأنكيلوصوريات عاش في العصر الالطباشيري المتأخر.